# 10388 Zhuguangya
10388 Zhuguangya este un asteroid din centura principală de asteroizi.

## Descriere
10388 Zhuguangya este un asteroid din centura principală de asteroizi. A fost descoperit pe 25 decembrie 1996 la Xinglong în cadrul programului Beijing Schmidt CCD Asteroid Program. Asteroidul prezintă o orbită caracterizată de o semiaxă mare de 3,22 ua, o excentricitate de 0,09 și o înclinație de 17,0° în raport cu ecliptica.